# Trstice
Trstice est un village de Slovaquie situé dans la région de Trnava.

## Histoire
La première mention écrite du village date de 1554.
La localité fut annexée par la Hongrie après le premier arbitrage de Vienne le 2 novembre 1938. En 1938, on comptait 3 293 habitants dont 41 juifs. Elle faisait partie du district de Galanta, en hongrois Galántai járás. Le nom de la localité avant la Seconde Guerre mondiale était Nádszeg. Durant la période 1938-1945, le nom hongrois Nádszeg était d'usage. À la libération, la commune a été réintégrée dans la Tchécoslovaquie reconstituée.
Désormais la ville a reconstruit un écosystème sociétal vivant grâce à l'organisation de nombreux évènements municipaux.

## Démographie

### Évolution de la population
| Année:               | 1994. | 2004.   | 2014.   | 2024.   |
| -------------------- | ----- | ------- | ------- | ------- |
| Nombre de personnes: | 3741  | 3746    | 3739    | 3816    |
| Différence:          |       | +0,13 % | -0,18 % | +2,05 % |

| Année:               | 2023. | 2024.   |
| -------------------- | ----- | ------- |
| Nombre de personnes: | 3857  | 3816    |
| Différence:          |       | -1,06 % |